# Machine Doll wa Kizutsukanai
Machine Doll wa Kizutsukanai (機巧少女は傷つかない Kikō Shōjo wa Kizutsukanai?, lit. Chica autómata irrompible) es una serie de novelas ligeras japonesas escritas por Reiji Kaitō e ilustradas por Ruroo. Media Factory ha publicado quince volúmenes bajo su imprenta MF Bunko J desde noviembre de 2009. Una adaptación al manga por Hakaru Takagi tuvo una serializacion en la revista Gekkan Comic Alive, perteneciente a Media Factory, en 2010. Una adaptación al anime de 12 episodios salió al aire en Japón el 7 de octubre de 2013 y finalizó el 23 de diciembre de 2013.

## Argumento
En una alternativa versión histórica del Reino Unido a mediados del siglo veinte, los científicos han creado una mezcla de tecnologías y es conocido como los Machinart, circuitos hechos de hechizos que se ponen en los objetos para llevarlos a la vida y darles inteligencia artificial. Estos autómatas se han desarrollado como un arma militar y se extendieron por todo el mundo y los seres humanos a cargo de ellos llegaron a ser conocidos como "titiriteros".
Un titiretero llamado Raishin Akabane viene desde Japón hacia Liverpool para estudiar en la Real Academia Walpurgis de Machinart, junto a su autómata Yaya. Una vez cada cuatro años, la Academia organiza la llamada "Night Party" (lit. "Fiesta nocturna"), una competición donde titiriteros utilizan sus autómatas para luchar con la esperanza de obtener el título de "Hechicero". Sin embargo, Raishin entra a la escuela y la competencia en afán de obtener venganza contra su hermano mayor Tenzen Akabane, un genio misterioso quien mató a todos los otros miembros de su familia.

## Personajes

### Principales
Raishin Akabane (赤羽 雷真 Akabane Raishin?)
 Seiyū: Hiro Shimono
Un titiritero japonés del Clan Akabane. Raishin es un espía del ejército japonés y fue Shouko Karyūsai quien medió por el para que sea asignado íntegramente y entre a la Real Academia Walpurgis de Machinart para unirse a la Night Party y espiar al Machinart más reciente desarrollado por grandes potencias mundiales así como querer vengarse de su hermano mayor, Tenzen Akabane, a quien acusa de haber matado a su clan y de ser Magnus en la Academia. Después de llegar a la Academia y rendir la prueba trasferencial de admisión, originalmente es colocado en el puesto 1235 de los 1236 existentes, pero después de derrotar a Felix Kingsfort lo ascendieron al puesto 100, convirtiéndose en un participante.  El código de registro de Raishin es Second Last (下から二番目 Shita Kara Ni-banme?). Tiene el pelo negro (marrón oscuro) y lleva un arnés marrón junto con el uniforme de estudiante de la Academia. Él es un observador agudo y una persona audaz que audazmente hace sus elecciones. 

#### Familia Setsugetsuka
Yaya (夜々?)
 Seiyū: Hitomi Harada
Autómata de Raishin Akabane. Yaya es una Muñeca prohibida y es una Karyūsai de la Serie Setsugetsuka, marca creada por Shouko Karyūsai. Ella tiene pelo negro y viste un kimono negro junto con, originalmente, un par de getas negras que fue substituido por un par de botas negras (marrón oscuro) después del incidente del tren. Yaya es una persona alegre que desde su punto de vista, habla en tercera persona. Ella está enamorada de Raishin y es celosa con las mujeres alrededor de él y a menudo, en cierto grado, resulta ella siendo atacada violentamente. Yaya posee el circuito mágico, Kongouriki (金剛力 Kongōriki?), que le permite a todas sus mónadas que le permite obtener un aumento de la fuerza de ataque, defensa y movimientos rápidos. 
Irori (いろり?)
 Seiyū: Ai Kayano
La asistenta personal de Shouko Karyūsai y la mayor de las tres hermanas Setsugetsuka creadas a partir de células humanas. Irori tiene un pelo largo plateado y un vistoso kimono azul claro con mangas atadas, guantes azul claros y sandalias de plataforma negras. Ella posee el circuito mágico de "Himokagami" y tiene la capacidad para congelar, a lo mucho una ciudad. 
Komurasaki (小紫?)
 Seiyū: Yui Ogura
La más joven de las tres hermanas Setsugetsuka, creada a partir de células humanas por Shouko Karyūsai. Komurasaki tiene un pelo largo rojo atado en coletas y un kimono sin mangas morado, medias de liguero blanco y sandalias de color blanco apagado. Ella posee el circuito mágico de "Yaegasumi" y tiene la capacidad de neutralizar los sentidos de la vista, oído y olfato.

## Media

### Novela ligera
Machine Doll wa Kizutsukanai es una serie de novelas ligeras, escritas por Reiji Kaitō e ilustrada por Ruroo. El primer volumen ha sido publicado por Media Factory bajo su imprenta MF Bunko J el 21 de noviembre del 2009. El último y decimoquinto volumen, fue publicado el 25 de septiembre del 2015. Un drama CD fue lanzado junto a una edición especial de su cuarto volumen.

#### Lista de volúmenes
| Num | Título                  | Fecha de publicación      | ISBN                                                                     |
| --- | ----------------------- | ------------------------- | ------------------------------------------------------------------------ |
| 0   | Facing "Shadow Moon"    |                           |                                                                          |
| 1   | Facing "Cannibal Candy" | 21 de noviembre del 2009  | 978-4-8401-3085-1                                                        |
| 2   | Facing "Sword Angel"    | 25 de marzo del 2010      | 978-4-8401-3245-9                                                        |
| 3   | Facing "Elf Speeder"    | 21 de julio del 2010      | 978-4-8401-3452-1                                                        |
| 4   | Facing "Rosen Kavalier" | 20 de noviembre del 2010  | 978-4-8401-3579-5 (edición regular) 978-4-8401-3580-1 (edición especial) |
| 5   | Facing "King's Singer"  | 22 de marzo de 2011       | 978-4-8401-3854-3                                                        |
| 6   | Facing "Crimson Red"    | 22 de junio de 2011       | 978-4-8401-3973-1                                                        |
| 7   | Facing "Genuin Legends" | 21 de diciembre del 2011  | 978-4-8401-4336-3                                                        |
| 8   | Facing "Lady Justice"   | 23 de abril del 2012      | 978-4-8401-4549-7                                                        |
| 9   | Facing "Star Gazer"     | 22 de septiembre del 2012 | 978-4-8401-4820-7                                                        |
| 10  | Facing "Target Gold"    | 24 de enero del 2013      | 978-4-8401-4959-4                                                        |
| 11  | Facing "Doll's Master"  | 23 de mayo del 2013       | 978-4-8401-5183-2                                                        |
| 12  | Facing "Master's Doll"  | 21 de septiembre del 2013 | 978-4-8401-5415-4                                                        |
| 13  | Facing "Elder Empress"  | 22 de febrero del 2014    | 978-4-04-066308-1                                                        |
| 14  | Facing "Violet Silver"  | 24 de octubre del 2014    | 978-4-04-066910-6                                                        |
| 15  | Facing "Machine Doll I" | 25 de septiembre del 2015 | 978-4-04-067470-4                                                        |

##### Unbreakable Machine-Doll SS
| Num | Título                       |
| --- | ---------------------------- |
| 1   | Facing "Charmed Apron"       |
| 2   | Facing "Palace Laplace" I    |
| 3   | Facing "Palace Laplace" II   |
| 4   | Facing "Angelic Element" I   |
| 5   | Facing "Angelic Element" II  |
| 6   | Facing "Angelic Element" III |
| 7   | Facing "Angelic Element" IV  |
| 8   | Facing "Angelic Element" V   |

### Manga
Una adaptación al manga por Hakaru Takagi fue serializado en la revista de Media Factory, Monthly Comic Alive en su edición para junio del 2010, publicada el 27 de abril de 2010. Su primer volumen tankōbon fue lanzado el 22 de noviembre del 2010, y tuvo siete volúmenes publicados hasta el 21 de septiembre del 2013. Un drama CD fue lanzado con una edición especial del primer volumen. Una serie spin-off de manga, titulada Gene Metallica: Machine Doll wa Kizutsukanai Re:Acta (ジーンメタリカ-機巧少女は傷つかない Re:Acta- Jīn Metarika -Mashīn Dōru wa Kizutsukanai Re:Acta-?), realizado por Misato Kamada fue serializado en la revista perteneciente a Media Factory, Monthly Comic Gene, en su edición para mayo del 2013, publicado el 15 de abril. Su primer volumen tankōbon fue lanzado el 27 de septiembre del 2013.

#### Machine Doll wa Kizutsukanai
| Num | Fecha de Lanzamiento      | ISBN                                                                     |
| --- | ------------------------- | ------------------------------------------------------------------------ |
| 1   | 22 de noviembre del 2010  | 978-4-8401-3378-4 (edición regular) 978-4-8401-3377-7 (edición especial) |
| 2   | 23 de marzo del 2011      | 978-4-8401-3768-3                                                        |
| 3   | 22 de octubre del 2011    | 978-4-8401-4049-2                                                        |
| 4   | 23 de marzo del 2012      | 978-4-8401-4433-9                                                        |
| 5   | 21 de septiembre del 2012 | 978-4-8401-4726-2                                                        |
| 6   | 23 de mayo del 2013       | 978-4-8401-5058-3                                                        |
| 7   | 21 de septiembre del 2013 | 978-4-8401-5323-2                                                        |
| 8   | 23 de septiembre del 2014 | 978-4-0406-6815-4                                                        |
| 9   | 23 de marzo de 2016       | 978-4-04-068205-1                                                        |

#### Gene Metallica Machine Doll wa Kizutsukanai. Re: Acta
| Num | Lanzamiento               | ISBN              |
| --- | ------------------------- | ----------------- |
| 1   | 27 de septiembre del 2013 | 978-4-8401-5330-0 |
| 2   | 27 de mayo del 2014       | 978-4-0406-6564-1 |

### Anime
Una adaptación a 12 episodios de anime, producido por el estudio Lerche, salió al aire en Japón entre el 7 de octubre y el 23 de diciembre del 2013. La serie se emitió primero en la cadena AT-X y después en Tokyo MX, ytv, TV Aichi y BS11. Funimation emitió simultáneamente la serie en su portal de video. La serie estuvo dirigida por Kinji Yoshimoto y escrita por Yūko Kakihara, con el diseño de personajes a cargo de Atsuko Watanabe y la música por Masaru Yokoyama. La serie cubre los tres primeros volúmenes de la novela ligera. El tema de apertura es "Anicca" por Hitomi Harada y su tema de cierre es  "Maware! Setsugetsuka" (回レ! 雪月花?) por Hitomi Harada, Ai Kayano y Yui Ogura, producido por Hige Driver Seis episodios OVA fueron lanzados con los volúmenes Blu-ray Disc y DVD (one with each) entre el 25 de diciembre de 2013 y el 28 de mayo de 2014.

#### Lista de episodios
| # | Título                        | Escrito por         | Dirigido por                    | Estreno                 |
| --- | ----------------------------- | ------------------- | ------------------------------- | ----------------------- |
| 1 | «Facing "Cannibal Candy" I»   | Kakihara Yuko       | Hiromi Higuchi                  | 7 de octubre de 2013    |
| Durante su viaje a la Academia Walpurgis de Machinart, Raishin y su autómata, Yaya, detienen un tren fuera de control en el que se encontraban. Al llegar a la Academia, Raishin obtiene el nombre de El Segundo Último por colocarse en la segunda peor posición en la prueba de acceso. Dejando de lado a su grado, Raishin está decidido a luchar en el Festival, un torneo de lucha de autómatas en el que solo se permiten los mejores 100 estudiantes para participar para ganar el título de Hechicero. Raishin se encuentra con Charlotte y su autómata Sigmund, a quienes desafía, a una batalla, la cual, fue interrumpida por otros estudiantes. Raishin y Yaya derrotan a los otros estudiantes con facilidad, y después de notar de que Sigmund tiene una lesión grave, Raishin se retira de su batalla con Charlotte. Al día siguiente, Raishin comenta a Charlotte que quiere el título de hechicero para poder obtener las técnicas prohibidas y utilizarlas para conseguir su venganza. Durante la conversación, Raishin manchó a Magnus, quien pasaba por ahí y se enfrenta a él. |                               |                     |                                 |                         |
| 2 | «Facing "Cannibal Candy" II»  | Kakihara Yuko       | Hiromi Higuchi                  | 14 de octubre de 2013   |
| Sabiendo que iba a perder en una batalla dada las diferencias extremas en el nivel de habilidad, Raishin da a Magnus un pequeño frasco en lugar de su desafío en batalla. Félix, el jefe del comité de disciplina, encarga a Raishin a eliminar una entidad desconocida conocida como Cannibal Candy, quien ha destruido muchos autómatas y causó la desaparición de 26 estudiantes, a cambio de la entrada en el Festival. Charlotte le pide a Raishin a ir a una cita, y él acepta a pesar del disgusto de Yaya. En otro día, Raishin, explica a fondo que solo comenzó a estudiar hace dos años, lo que explica su bajo rendimiento académico. Charlotte le confiesa a Raishin que ella cometió un terrible pecado en el pasado. Después de la cita, Raishin y Charlotte se topan con otra escena del crimen, ocasionado por la Cannibal Candy. |                               |                     |                                 |                         |
| 3 | «Facing "Cannibal Candy" III» | Kakihara Yuko       | Hiromi Higuchi                  | 21 de octubre de 2013   |
| En la escena del crimen, Raishin y Charlotte se encuentran con Félix, quien asusta a Charlotte a lo lejos. De vuelta en los dormitorios, Raishin le da a Yaya un par de botas y le dice que salió con Charlotte para confirmar que no es Cannibal Candy. Raishin recibe una llamada telefónica de Lisette diciéndole que Charlotte no se encuentra en su dormitorio. Shoko hace una visita a los dormitorios con Irori y Komurasaki. Ella le dice a Raishin que los autómatas no son seres humanos, y recuerda aquel tiempo cuando conoció a Raishin. Lisette toma a Raishin en un laboratorio autómata. Después Raishin deduce que Lisette estuvo presente en las escenas de los crímenes y descubre el cadáver conservado de Lisette en el casillero de Félix y que la Lisette con la que había estado hablando era en realidad un autómata prohibido. Fuera del laboratorio, Charlotte vence a un autómata, pero era una trampa tendida por Félix para hacer creer a todos que ella es Cannibal Candy, ya que se encontró, una serie de Corazones de Eva en su dormitorio. Charlotte se da cuenta de que Félix es en realidad Cannibal Candy y que él planeó tener a Raishin para que la elimine. Justo cuando Félix estaba a punto de matar a Carlotte, llegan unos malheridos Yaya y Raishin. |                               |                     |                                 |                         |
| 4 | «Facing "Cannibal Candy" IV»  | Kakihara Yuko       | Hiromi Higuchi Keiko Kurosawa   | 28 de octubre de 2013   |
| Raishin y Yaya aprenden sobre el pasado de Charlotte gracias a Sigmund: La familia de Charlotte se distingue por hacer autómatas, pero la familia fue despojada de todo, cuando el joven Príncipe de Gales fue herido por uno de sus autómatas. Así Charlotte asiste a la escuela con una beca y está ahorrando para comprar de nuevo los corazones de la víspera de los autómatas de su familia y espera reunirse con su familia algún día. "Lisette" se revela como el autómata de Félix, Eliza, que es capaz de absorber las habilidades mágicas de autómatas que devora. Mientras ella y Yaya luchan, el cuerpo de Eliza se convierte en niebla atrapando a Yaya dentro, pero la sangre de Yaya se derrama en Eliza, haciendo que la eficacia de los ataques de Eliza disminuya a medida que solo un tipo de magia puede ser utilizado a la vez y la destruye. Después de la batalla, Raishin es honrado y se le autoriza la entrada en el Festival a pesar de sus malas calificaciones, y Charlotte da a Raishin un colgante con capacidades defensivas como un regalo para limpiar su nombre. |                               |                     |                                 |                         |
| 5 | «Facing "Sword Angel" I»      | Toshimitsu Takeuchi | Hiromi Higuchi Keiko Kurosawa   | 4 de noviembre de 2013  |
| Raishin y Yaya entran a su habitación de la residencia y ven a Frey atrapada en su misma trampa que ella había hecho para Raishin. Más tarde ese día, Frey construye otra trampa mediante la construcción de una jaula sólo para que quede atrapada ella misma. Su hermano, Loki llega a advertir a Raishin que los titiriteros han tomado nota de lo que hizo él para vencer a Félix y Eliza y esto solería la mejor forma de retirarse del Festival, Raishin se niega. Esa noche, Frey se mete en la cama de Raishin en otro intento de asesinato, pero se queda dormida en su lugar. Al día siguiente, Charlotte informa a Raishin acerca de Divine Works (lit: Obras Divinas), el sospechoso fabricante de autómatas que patrocina a Loki y Frey y obtiene las patentes de circuitos mágicos a través del soborno. El autómata de Frey, Rabbi, va traviesamente y ataca a Raishin y él queda inconsciente por una granada de aturdimiento. Raishin lleva a Komurasaki con él en una misión de reconocimiento al orfanato en donde Loki y Frey crecieron. Mientras esperan, Yaya y Sigmund discuten lo que significa en totalidad ser un humano y Yaya es atacada repentinamente. |                               |                     |                                 |                         |
| 6 | «Facing "Sword Angel" II»     | Toshimitsu Takeuchi | Sugimoto Gong                   | 11 de noviembre de 2013 |
| Yaya recupera la conciencia después de haber sido gravemente dañada por el ataque, pero está en necesidad de reparaciones por un experto manufacturero de autómatas. En el orfanato Raishin y Komurasaki conocen a Yomi, el autómata prototipo de la serie Garm, que está a punto de ser eliminado. Yomi les muestra todo el orfanato y aprenden acerca de los antecedentes de Frey. Terminan en un laboratorio donde se da lugar a experimentos ilegales en los seres humanos hasta que suena la alarma. Raishin, Komurasaki, y Yomi son perseguidos por los guardias a través de las alcantarillas y Yomi les advierte que si Frey pierde durante el Festival, la serie de autómatas Garm será eliminada y se sustituirá por la serie Ángel. Críticamente herida después de proteger a Raishin de los disparos, Yomi se sacrifica para permitir que Raishin y Komurasaki puedan escapar. Raishin se encuentra con Shoko en su habitación y se le ordena que retire el circuito mágico de Rabbi. El festival nocturno de Walpurgis comienza con Raishin luchando contra Loki en lugar de Frey. Raishin está gravemente herido después de tomar el golpe de Cherubin, en forma de espada, por proteger a Yaya |                               |                     |                                 |                         |
| 7 | «Facing "Sword Angel" III»    | Toshimitsu Takeuchi | Sugimoto Gong                   | 18 de noviembre de 2013 |
| Con Raishin inconsciente, Loki, al darse cuenta de que Yaya lucharía agresivamente, se aleja y opta por no tomar su guante. Loki es encarado por Bronson por dejar caer su puesto de 7 hasta el 99 para mantener a Frey fuera de la lucha. Raishin despierta en la enfermería como el ataque perdió sus signos vitales. Fuera de la enfermería, Loki y Frey luchan entre sí. Rabbi se descontrola y empieza a drenar la sangre de Frey, absorbiendo su poder mágico. Justo antes de que Rabbi ataque a Loki, Raishin interviene y los dos de ellos se detiene el rabino. Raishin se entera de que Frey es un blanco sintético medio, una niña con grandes niveles de magia debido a una instalación artificial de un circuito mágico implantado en su corazón. Raishin y Yaya regresan al orfanato sólo para encontrar a los autómatas Garm ya desguazados. Ellos son emboscados y Loki llega a escena. |                               |                     |                                 |                         |
| 8 | «Facing "Sword Angel" IV»     | Toshimitsu Takechi  |                                 | 25 de noviembre de 2013 |
| Kimberley trae a Frey y Charlotte al orfanato para observar la pelea. Raishin y el autómata de Loki batallan contra el autómata de Bronson, Lucifer, el último modelo de los autómatas Ángel, que abruma a Yaya y a Cherubi. Bronson explica que él trajo a Frey y Loki de América a ser sujetos de prueba para sus experimentos para el progreso de lahumanidad. Al trabajar juntos, Yaya y Cherubi en destruir a Lucifer, Cherubi lo confronta en combate directo, mientras que Yaya utiliza explosivos ocultos en sus mangas para desactivar su circuito de chorros. Bronson está a punto de disparar a Raishin y Loki, que han colapsado tanto por las lesiones, cuando Kimberle y trae a los cruzados para arrestar a Bronson por la experimentación en los niños. Raishin y Loki son llevados a la enfermería, donde Yaya, concentrada en el tratamiento de Raishin por ella misma, suscita problemas. Raishin da cuenta de una chica que cae del techo y Yaya la salva, mientras que Charlotte y Sigmund destruyen la torre-reloj de la Academia. |                               |                     |                                 |                         |
| 9 | «Facing "Elf Speeder" I»      | Toshimitsu Takeuchi | Tomohito Hirose Koji Takayama   | 2 de diciembre de 2013  |
| La chica a la que salvó Yaya resultó ser la hermana menor de Charlotte, Henriette, que tuvo varios intentos de suicidio fallidos. Al darse cuenta de que el ataque a la torre del reloj es contradictorio con la naturaleza de Charlotte, Raishin va a buscarla. Cedric había enviado a Charlotte para ver a Raishin con una advertencia para que se quede lejos de Henriette. Frey localiza a Henriette con su autómata, justo antes de que ella se ahorque. Esa noche, Raishin está listo para enfrentar el titiritero ubicado en el puesto 87.º, que no aparece. Henriette hace otro intento de suicidio fallido, pero es detenido por Charlotte. Raishin aprende de Kimberley que el director de la Academia, Rutherford, está en la mira y él deduce que la familia Kingsfort está implicafa en esto. Al día siguiente, Raishin sospecha de Rutherford por las ruinas de la torre del reloj y envía a Yaya ponerse en contacto con Shoko. Él ve que Henriette se dirigió hacia las ruinas y cuando Sigmund desencadena un ataque de Luster Cannon, el suelo bajo sus pies se derrumba, causando que Raishin y Henriette caigan. |                               |                     |                                 |                         |
| 10 | «Facing "Elf Speeder" I»      | Toshimitsu Takeuchi | Masakazu Saito, Takahiro Mizuno | 9 de diciembre de 2013  |
| Yaya intenta seguir a Raishin, pero es detenida por Kimberley quien le advierte que está siendo observado. Shin acompaña a Charlotte de nuevo ante Cedric, que arremete contra Charlotte por su aproximación indirecta por desenmascararlo en su intento de asesinato. Raishin y Henriette navegan bajo tierra y mientras descansan, encuentran un terreno común ya que ambos fueron considerados como los hermanos inferiores. Más tarde se encuentran con Magnus y uno de sus autómatas se parece a Nadeshiko, así como a Rutherford. Shin ataca a Raishin pero el autómata de Magnus interviene y fuerza a Shin a retirarse. De vuelta a la superficie, Raishin se reúne con Yaya. De vuelta en el dormitorio, Raishin dice a Yaya que sus difuntos padres habían arreglado para un matrimonio para él con Nadeshiko. Esa noche, el oponente de Raishin para el festival no se presenta por tercera noche consecutiva y se diseña un plan para sacar fuera a los conspiradores, secuestrando a Henriette. Cedric ordena a Shin para recuperar a Henriette y matan a Raishin, mientras que Cedric tortura a Charlotte como una manera de satisfacer a Félix. Shin se acerca a Raishin y le incita a la batalla. |                               |                     |                                 |                         |
| 11 | «Facing "Elf Speeder" III»    | Toshimitsu Takeuchi |                                 | 16 de diciembre de 2013 |
| Shin hiere a Raishin pero se retira debido a la aparición inesperada de Loki y Frey. De vuelta en la enfermería, Henriette le dice a Raishin que ella tiene la culpa por dejar que el autómata que atacó al Príncipe de Gales fuera suelto y que había tratado de matarse para que Charlotte no cargue con su vida. Mientras tanto, Sigmund pide a Charlotte detener el asesinato y Raishin llega a decirle que matar a Rutherford hará que su sueño de restaurar el estado de su familia se vuelva imposible. Incapaz de ver las cosas de la misma manera que Raishin, Sigmund y Yaya pelean. Raishin golpea a Charlotte, dejándola fuera de sí junto a Sigmund y finalmente la convence para detener el asesinato. Shin aparece y se llama a sí mismo un ser divino denominado un Machine doll, y ser capaz de operar sin un titiretero que le suministre magia. |                               |                     |                                 |                         |
| 12 | «Facing "Elf Speeder" IV»     | Toshimitsu Takeuchi | Masakazu Saito, Takahiro Mizuno | 23 de diciembre de 2013 |
| Shoko recuerda el pasado cuando le dio a Raishin una nueva oportunidad de vida, con la condición de que él mate a Tenzen o de lo contrario, usaría las partes de su cuerpo para construir un autómata. Antes de la lucha de Raishin contra Shin, Charlotte le cuenta la verdad a Frey sobre su situación para mantener Raishin lejos de ponerse a sí mismo en peligro. Durante la batalla, Raishin consigue que Shin lo ataque desde atrás, donde Yaya lo estaba esperando. Ella encierra a Shin en una pared de ladrillo y lanza repetidamente golpes para inmovilizarlo. Luego sigue Sigmund y dispara su cañón Luster. Shin esquiva el ataque, lo que confirma la presencia de su titiritero, y que no pudo haber esquivado el ataque sin un titiritero que reabastezca con magia. Frey localiza a Cedric y Yaya activa su capacidad Fortaleza Final para derrotar a Shin. Cedric y Shin se retiran; y Cedric se revela como el 87.º titiretero clasificado, Alice Bernstein. Después de haber visto la batalla desde la distancia, Kimberley advierte que, Magnus Tenzen Akabane es seguido de cerca y que la fabricación de la vida humana es el mayor tabú de la magia. Al día siguiente, Raishin se recupera en la enfermería y las chicas despiertan un gran revuelo sobre la supuesta preferencia de Raishin sobre chicas con senos grandes, que trastorna enormemente a Charlotte. Kimberley baja para informar a Raishin que la torre del reloj será reconstruido utilizando la fortuna de la familia Belew que fue confiscada y se congeló después del incidente y que la inscripción de Henriette ha sido anulada, sino que permanecerá en la Academia como ayudante de laboratorio de Cruel. Después de todo, Yaya se retira y expresa su preocupación por tener que enfrentarse a sus amigos, pero Raishin mantiene su optimismo, que Yaya interpreta como una declaración de amor. |                               |                     |                                 |                         |

#### Lanzamientos CD/BD
| Volumen | Fecha de lanzamiento    | Episodios | Catálogo No. | Catálogo No. |
| Volumen | Fecha de lanzamiento    | Episodios | BD           | DVD          |
| ------- | ----------------------- | --------- | ------------ | ------------ |
| 1       | 25 de diciembre de 2013 | 1–2       | ZMXZ-8981    | ZMBZ-8991    |
| 2       | 29 de enero de 2014     | 3–4       | ZMXZ-8982    | ZMBZ-8992    |
| 3       | 26 de febrero de 2014   | 5–6       | ZMXZ-8983    | ZMBZ-8993    |
| 4       | 26 de marzo de 2014     | 7–8       | ZMXZ-8984    | ZMBZ-8994    |
| 5       | 25 de abril de 2014     | 9–10      | ZMXZ-8985    | ZMBZ-8995    |
| 6       | 28 de mayo de 2014      | 11–12     | ZMXZ-8986    | ZMBZ-8996    |

### Radio Web
El reparto principal de  Radio Machine Doll wa Kizutsukanai Main Cast (ラジオ・機巧少女〜メインキャストは傷つかない〜 Rashio Kikō Shōjo Mein Kyasuto wa Kizutsukanai?), el programa de radio web, había sido entregada el 25 de febrero del 2014, y en el 3 de septiembre del 2013, en animate TV y sound fountain. Lo condujeron Hiro Shimono (Akabane Raishin), Hitomi Harada (Yaya) y Megumi Takamoto (Charlotte Belew).

### Videojuego
Machine Doll wa Kizutsukanai "Burnt Red" fue lanzado para Android e iOS el 6 de diciembre de 2013. Tuvo un nuevo sentido como una "película 3D" para los teléfonos inteligentes y reproducido copletamente en gráficos 3D y cuenta con escenes de batalla. En el juego procede en 2 opciones y una "batalla" para avanzar en la historia, la "unidad" hace la organización y fortalecimiento del autómata. En ella, se expandió la historia original de Reiji Kaitō bajo la supervisión de su autoría. El juego cuenta con un nuevo personaje original llamada Kaguya, cuya seiyū es Nao Tōyama, y cuenta con el tema musical "Burnt Red", cantada por Hitomi Harada.